# Abánades (kommunhuvudort)
Abánades är en kommunhuvudort i Spanien.   Den ligger i provinsen Provincia de Guadalajara och regionen Kastilien-La Mancha, i den centrala delen av landet, 120 km nordost om huvudstaden Madrid. Abánades ligger 1 029 meter över havet och antalet invånare är 106.
Terrängen runt Abánades är huvudsakligen platt, men åt sydväst är den kuperad. Abánades ligger nere i en dal. Runt Abánades är det mycket glesbefolkat, med 2 invånare per kvadratkilometer. Närmaste större samhälle är Cifuentes, 16,5 km sydväst om Abánades. Trakten runt Abánades består till största delen av jordbruksmark.